# Нижняя Замбези (национальный парк)
Национальный парк Нижняя Замбези расположен на северном берегу реки Замбези на юго-востоке Замбии. Площадь национального парка — 4092 км², что примерно в 1,5 раза превышает площадь Москвы. На противоположном берегу находится Национальный парк Мана-Пулс в Зимбабве. Два парка расположены в пойме Замбези, окружённой горами. Этот район является объектом Всемирного наследия ЮНЕСКО.

## История
До 1983 года, когда этот район был объявлен национальным парком, он был частным заповедником президента Замбии. Это означало, что парк был защищён от массового туризма, и теперь он остаётся одним из немногих нетронутых уголков дикой природы, оставшихся в Африке.
В 2011 году компания Mwembeshi Resources Limited предложила начать добычу меди в Национальном парке Нижняя Замбези, и новый рудник был назван шахтой Кангалуви. Заявка была одобрена в 2014 году, а начало добычи было запланировано на 2023 год. В мае 2023 года Агентство по охране окружающей среды Замбии и Министерство зеленой экономики и окружающей среды приказали компании Mwembeshi Resources приостановить добычу на этом участке из-за нарушения условий. Защитники окружающей среды заявили, что продолжение добычи негативно скажется на туристической отрасли страны, а также на различных видах животных и реке Замбези.

## География
Парк плавно спускается от откоса Замбези к реке, охватывая два основных экорегиона лесных саванн, отличающихся преобладающими типами деревьев, Миомбо и Мопане: леса Южного Миомбо на возвышенностях на севере и леса Замбезиан и Мопане на более низких склонах в юг. По краю реки находится пойменный ареал.
Сам парк окружён гораздо большей зоной управления охотой (обычно называемой GMA); между парком и GMA нет заборов: и животные, и люди могут свободно бродить по всей территории. Привлекательность парка Нижней Замбези и окружающего его GMA заключается в его удалённости. Здесь нет асфальтированных дорог, и туристы вряд ли столкнутся с другими туристами. Обычными городами, из которых можно попасть в парк, являются Ливингстон или Лусака.

## Животный мир
Большинство крупных млекопитающих в национальном парке скапливаются в пойме, в том числе буйволы, большая популяция слонов, львов, леопардов, многие видов антилоп, крокодилов и гиппопотамов. Иногда встречаются мысские дикие собаки. Есть также большое количество видов птиц.

## Внешние ссылки
- Lower Zambezi National Park Website
- Lower Zambezi National Park
- Conservation Lower Zambezi |
- Lower Zambezi National Park | Wildlife of Lower Zambezi | ZIS